# Rudolf Vouk

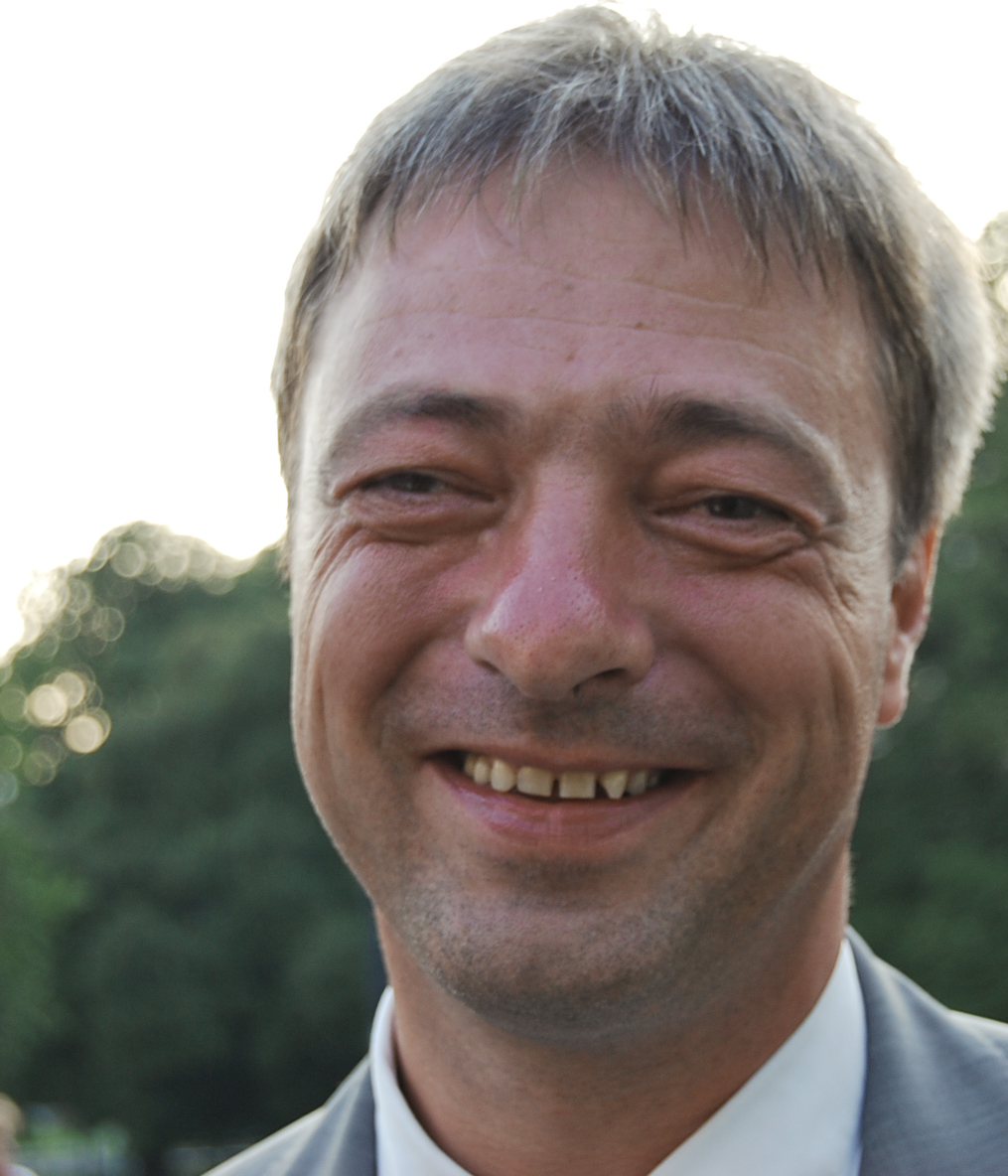
Rudolf Vouk (2008)

Rudolf „Rudi“ Vouk (* 19. März 1965 in Klagenfurt) ist ein österreichischer Rechtsanwalt, ehemaliger Politiker und ein Angehöriger der slowenischsprachigen Volksgruppe in Kärnten.
An die Matura am Bundesgymnasium für Slowenen schloss er ein Studium der Rechtswissenschaften an der Universität Wien an und begann in Kärnten als Rechtsanwalt tätig zu sein. Im Besonderen setzte er sich für die Rechte der Kärntner Slowenen ein.
Im Rahmen dieser politischen Aktivitäten wurde Vouk 1991 in das Präsidium der Enotna Lista gewählt. Ab 1997 war er Gemeinderat in Eberndorf. 1999 wurde Vouk geschäftsführender Obmann des Rates der Kärntner Slowenen. Von 2000 bis 2003 war er Vorsitzender des Volksgruppentages des Rates der Kärntner Slowenen, ab 2003 deren Obmannstellvertreter. In diesen Funktionen erwirkte Vouk zahlreiche Entscheidungen des Verfassungsgerichtshofes und anderer Instanzen zum gesetzeskonformen Umgang mit der slowenischsprachigen Minderheit in Kärnten.
Österreichweite Bekanntheit erreichte Vouk 2007 im Ortstafelstreit, in dem er vom Verfassungsgerichtshof erwirkte, eine Ortstafel von St. Kanzian am Klopeiner See wegen ihrer Einsprachigkeit als gesetzeswidrig zu erkennen, woraufhin der damalige Kärntner Landeshauptmann Jörg Haider ihn als „rasenden Rechtsbrecher“ bezeichnete.
Mit Vouk als Spitzenkandidat für Kärnten erreichte das LIF bei der Nationalratswahl 2008 1,5 % der Stimmen.
Rudolf Vouk ist verheiratet und Vater zweier Töchter.